# DK Dance
DK Dance — український рок-гурт, заснований 2006 року у Сумах. Гурт брав участь у конкурсах «Євшанзілля-2010», «Червона рута», «Радослав», «Тарас Бульба» та інших. Також виступали на одній сцені с гуртами «ВВ», «От винта», «ТіК», «Mad heads XL», «Моторолла». У 2010 гурт виступив з композицією «Ми змінимо світ» та посів 3-тє місце на фестивалі «Червона рута-2010».

## Склад гурту
- Андрій Шевченко-вокал
- Касьяненко Євген-гітара
- Сергей Будко-вокал
- Сергій Завгородній — гітара.
- Олександр Сосєдський — баян.
- Юрій Цебро — барабани.

## Основні досягнення
- 3-тє місце на фестивалі «Червона Рута-2006».
- Учасники фестивалю «Тарас Бульба-2008».
- 1-е місце на фестивалі «Під знаком скорпіону» 2009 р.
- 1-е місце на фестивалі «Радослав» 2010 р.
- Вист. в ДК Фрунзе в рамках програми «Знай наших» 2010 м. Суми
- Учасники акції «Серце до серця» 2010
- 2-е місце у Харкові на фестивалі «Євшанзілля 2010»
- Учасники «Народного туру» Гурту ТіК.
- 3-тє місце на фестивалі «Червона Рута-2010».м. Суми
- Учасники всеукраїнської акції «Парад невест» 2010 м. Суми
- Учасники фестивалю «Мазепа фест».2010
- Учасники фестивалю «ZA-ПОРІГ 2010» м. Запоріжжя
- 1-е місце на Фестивалі «Золотий Млин» (Сорочинський ярмарок).

## Пісні

### Авторські
- 01. Dance,Dance (2:37)
- 02. Білі тіні (5:17)
- 03. Відьма (4:17)
- 04. Депресія(3:40)
- 05. Жива вода(3:38)
- 06. Змінимо світ(3:13)
- 07. Кармен (3:24)
- 08. Не прийшла (3:56)
- 09. Хочу знати(3:18)
- 10. Шоумен(3:03)
- 11. Вогонь(4:34)
- 12. Ой лісочком
- 13. 3D

### Кавери
1. ТіК — Света
2. ТіК — Вчителька
3. ТіК — Ще не вмерла Україна
4. ВВ — Галю приходь
5. ВВ — Весна
6. ВВ — Чіо-сан
7. Mad heads XL — Ой на горі два дубки
8. Mad heads XL — Смерека
9. Звери — Просто такая сильная любовь
10. Звери — До скорой встречи
11. Звери — Танцуй
12. Руки вверх — 18 мне уже
13. Ляпіс трубецкой — Ау
14. Ляпіс трубецкой — Сочи
15. Ляпіс тубецкой — Золотая антилопа
16. Zdob Si Zdub — Видели Ночь
17. Тартак — 100%-ний плагіат
18. Леприконсы — Хали гали
19. Вєрка Сердючка — Гоп гоп
20. Вєрка Сердючка — Харашо

### Сингли
- «Ми змінимо світ» (2009)

### Відеокліпи
- «Чіо-сан» [Архівовано 8 жовтня 2016 у Wayback Machine.] (live, кавер Воплі Відоплясова, 2011)